# Eberstalzell
Eberstalzell är en ort och kommun i Österrike. Den ligger i distriktet Wels-Land i förbundslandet Oberösterreich,  180 kilometer väster om huvudstaden Wien. 
Kommunen består av sju orter (Ortschaften) (inom parentes invånarantal 1 januari 2024):

- Eberstalzell (1 283)
- Hallwang (129)
- Ittensam (168)
- Littring (129)
- Mayersdorf (180)
- Spieldorf (207)
- Wipfing (813)